# Derways
Derways («Дервейс») — российский автопроизводитель, собиравший методом CKD (мелкоузловая сборка) автомобили китайских компаний Chery, Lifan, Brilliance, Hawtai, Great Wall (под брендом Hower). Территориально находилась в городе Черкесск Карачаево-Черкесии. 
Название Derways составлено из двух частей: Der — от фамилии учредителей (братья Деревы) и ways — от англ. «дороги».

## История
- 2003 год — сборка прототипа внедорожника Derways «Cowboy» (Derways 3131), впервые выставленный на «Российском международном автосалоне» в Москве. Автомобиль был построен на румынском шасси ARO, а позже использовались китайские шасси. «Ковбой» прошёл все испытания на полигоне НАМИ и получил сертификат.
- 2004 год — открытие завода и начало серийного производства автомобилей. К концу года автозавод подходит к проектному уровню производства — 5 тыс. автомобилей в год.
- 2006 год — завод приостанавливает производство Derways «Ковбой» по причине банкротства ARO и начинает локализацию китайских автомобилей. Это были автомобили Derways-313120/313121 Shuttle (выпущено 320 машин), Derways-313150 Aurora (выпущено 351 автомобиль), Derways-313130 Land Crown (Xinkai HXK 2031E, во внешнем виде которого использовались некоторые дизайнерские решения Toyota Land Cruiser 90. Произведено 33 экземпляра) и Derways-313140 Saladin (с заимствованиями дизайна Nissan от Zhengzhou; произведено 38 экземпляров). Всего произведено за этот год 788 автомобилей.
- 2007 год — завод начинает производство пикапа Derways-233300 Plutus, передняя часть кузова которого стилистически была схожа с Chevrolet Colorado. Был заключен трёхсторонний договор с Lifan и группой компаний «Автомир» по сборке крупноузловых комплектов с переходом на мелкоузловую сборку в количестве не менее 25 тыс. автомобилей в год, начиная с 2009 года. Начата модернизация завода и сборка автомобилей Lifan Breez.
- 2009 год — начато производство по полному циклу, включающему сварку, окраску кузова и полную сборку хетчбэков Lifan-7131A/7161A Breez, выполняемому на мощностях завода Дервейс-1.[1]
- 2010 год — осенью заработала ещё одна линия мощностью 25 тыс. автомобилей в год. Начато производство автомобилей Haima 3 китайской компании Hainan Mazda. По планам до конца года должно сойти 900 седанов и хетчбэков Haima 3. В начале 2011 года была запущена в производство третья модель фирмы Haima 2, она сделана на основе Mazda 2.
- 2015 год — в связи с падением продаж китайских автомобилей, производство сокращено в 2 раза.

- 2018 год — завод закрылся. Оборудование демонтировано[2][3].

### Собственники
В ноябре 2010 года 51 % акций черкесского автозавода «Дервэйс» передавались «Сбербанку России» в связи с высокой задолженностью компании.
По состоянию на февраль 2016 года акционерами компании являлись Дерев Хаджи-Мурат (президент компании, 44 % акций) и Романов Александр (вице-президент, 5 %).
На 2019 год Дерев владел 44 % компании, Романов — 5 %, Сбербанк России — 51 %.

## Деятельность
Изначально на предприятии производились автомобили собственной разработки. На заводе велась сборка автомобилей китайских производителей — Lifan, Chery, Geely, Brilliance, JAC, Hawtai.
Выручка предприятия за 2013 год составила 5,8 млрд руб., чистая прибыль — 16,4 млн руб.

### Автомобили собственного бренда
- Derways Cowboy
  - Derways 313101, Derways 313102, Derways 313105
  - Derways 313120 (в основе китайский вседорожник Dadi Shuttle BDD6491E)
- Derways Aurora
- Derways Shuttle
- Derways Plutus
- Derways Land Crown
- Derways Saladin
- Derways Antelope

## Ставрополь-Авто
45°09′46″ с. ш. 41°57′52″ в. д.
В 2013 году в г. Михайловск (пригород Ставрополя) началось строительство нового автосборочного завода — «Ставрополь-Авто» — мощностью до 100 тыс. автомобилей в год, одним из владельцев которого является Хаджи-Мурат Дерев. 
В конце 2017 года завод выпустил первую продукцию, внедорожники под брендом DW Hower (ребрендинг Great Wall Hover, ребрендинг связан с тем, что права на китайский бренд Great Wall Hover в России принадлежат компании «Ирито», прежнему партнеру Great Wall в России).
Осенью 2018 года налоговая инспекция начала проверку бизнеса Дерева, из этой проверки вскоре «выросло» уголовное дело и влиятельный бизнесмен сбежал в Лондон.
В конце 2018 года завод был остановлен. Активы Дерева сейчас распродаются кредиторами и в октябре 2021 завод выставлен на продажу.